# Errhomus medialis
Errhomus medialis är en insektsart. Errhomus medialis ingår i släktet Errhomus och familjen dvärgstritar. Utöver nominatformen finns också underarten E. m. medialis.